# NGC 3596
NGC 3596 este o intermediate spiral galaxy⁠(d) situată în constelația Leul. A fost descoperită în 8 aprilie 1784 de către William Herschel. Se află la o distanță de 21,3 de megaparseci de Pământ.